# Новоград-Волинський пивзавод
ПрАТ «Новоград-Волинський пивоварний завод» — підприємство харчової промисловості України, зайняте у галузі виробництва та реалізації пива. Розташоване у місті Звягель Житомирської області.

## Історія
Виробництво пива у місті Звягелі бере свій початок від 1846 року. Достовірно не відомо, чи має цей завод відношення до нинішнього.
У 1883 році було випущено пива на 1350 царських рублів, а на заводі працювали пивовар, майстер і двоє робочих. Пиво затарювалося в дубові бочки і, невелика кількість пива для заможних жителів, в пляшки .
У 1908 році було завершено будівництво пивзаводу, яке почали Антон Антонович Балон, Іван Іванович Сікора та Олександр Вікентієвич Вольф. Всього було зварено 7,2 тис. дал. пива. Вже у 1910 році завод сильно забруднив річку, за що отримав догану від санітарної служби.
У 1915 році завод припинив працювати через Першу світову війну. Лінія фронту проходила біля міста, який поповнився біженцями.
У 1921 році був націоналізований більшовиками, на його базі Заготконтора організувала засолювальний пункт.
01.08.1923 – «Новоград-Волинський пивзавод № 6» здали в оренду Балону, Вольфу, Сікорі та Котмелю терміном на три роки. Зварено 2,16 тис. дал. пива.
14.08.1928 – указом президії ОВК завод був ліквідований. Протягом наступних 14 років тут виготовляли солод для Житомира і Бердичева, а решта приміщень використовувалися для соління та зберігання овочів.
У 1941 році місто було захоплене гітлеровцями. Літо 1942 року видалося спекотним і було вирішено відновити вироництво. Пиво відправлялося на фронт у бочках 12, 24 та 50 л. Робота відбувалася у дві зміни по шість чоловік, пивоваром був німець, робочим платили німецькими марками, видавали картки на хліб і пиво.
1946 післявоєнний рік видався важким. Був відчутний брак ячменю та хмелю. Замість 14 варок працювали всього навсього 4.
У 1955 році була встановлена лінія розливу пива до пляшок.
У 2009 році неочікуванно для всіх завод був закритий на ремонт, який так і не відбувся.